# Герман, Тюлай
Тюлай Герман (род. 1935) — турецкая певица. В настоящее время проживает во Франции. Стала известна благодаря исполнению турецких народных песен, переделанных на современный лад.

## Биография
Родилась в 1935 году в Стамбуле в семье чиновника и домохозяйки. Петь начала в возрасте 4 лет. Она привлекла внимание турецкой певицы сопрано Белкыс Аран, которая отвела Тюлай к учителю музыки, тот счёл голос девушки исключительным. Несмотря на то, что Тюлай перед этим в течение пяти лет училась игре на пианино у Ферди Статцера, родители не хотели отдавать её в консерваторию. Вместо этого они отправили девушку учиться в американскую академию в Ускюдаре, которую она окончила в 1956 году.

### Карьера
Порой семья Тюлай в связи с работой её отца приезжала в Анкару. Во время этих поездок Тюлай просила разрешения у отца петь в ночных клубах, но он ей неизменно отказывал. Это, впрочем, не мешало девушке делать это. Она исполняла в клубах английские и испанские песни. Когда Тюлай было 25 лет, друг её отца застал её в клубе и сообщил об этом. После этого отец немедленно отправил Тюлай в Стамбул.
Приехав в Стамбул, Тюлай добилась у отца разрешения продолжить музыкальную карьеру. В 1960-62 годах она прославилась как исполнительница джаза, и стала выступать в еженедельных передачах на «Radio Istanbul». В этот период жизни Тюлай познакомилась с джазовым исполнителем Эрдемом Бури, приобретшим широкую известность в 1940-х годах, также в 1950-х годах он вёл ток-шоу на радио. По совету Бури Тюлай начала исполнять песни на турецком языке, а не на иностранных. После она начала выступать на его радио-программе «Полифоническая турецкая популярная музыка» (тур. Çoksesli Türk Popüler Müziği), Тюлай включила в свой репертуар произведения композиторов и поэтов, писавших народную музыку, например, Рухи Су, Мелиха Джевдета Андая и Ялчина Тура.
За своё выступление в 1964 году на музыкальном фестивале в Югославии Тюлай была названа критиками «лучшей певицей», она попала на обложку журнала «Arena». В этот период Тюлай выпустила сингл «Burçak Tarlası», который считается первым успешным хитом турецкой поп-музыки.
В 1966 году над Бури нависла угроза 15-летнего тюремного заключения за сделанный им перевод трудов Гегеля «Диалектика» и «Наука логики». Опасаясь репрессий, Бури и Тюлай эмигрировали во Францию, там они поселились в Париже.
Во Франции Тюлай продолжила выступать, выпустила 10 синглов, дала множество концертов. Вела передачи на ТВ и радио во Франции, Германии, Польше, Тунисе, Марокко, Нидерландах и Бразилии. В 1981 году Тюлай получила премию «Grand Prix du Disque».
После прощального концерта в Нидерландах в 1987 году, Тюлай завершила карьеру. После смерти Эрдема Бури, наступившей 1 января 1993 года, перестала общаться с прессой.